# 高校野球名将列伝
高校野球名将列伝（こうこうやきゅう・めいしょうれつでん）はスカイ・エーで随時放送されている高校野球指導者をテーマにしたテレビドキュメンタリー映画である。
同作品は高校野球の一時代を築いた名門チームの監督にスポットを当て、その指導や選手の育成論、さらにその監督の人物像について触れている。1本30分。

## 登場人物
1. 山下智茂（星稜高等学校）
2. 高嶋仁（智辯学園和歌山高等学校）
3. 前田三夫（帝京高等学校）
4. 西谷浩一（大阪桐蔭高等学校）
5. 斎藤智也（聖光学院高等学校）
6. 原田英彦（龍谷大学付属平安高等学校）
7. 渡辺元智（横浜高等学校）
8. 小倉全由（日本大学第三高等学校）
9. 大野康哉（愛媛県立今治西高等学校）
10. 河口雅雄（岩国高等学校）